# سارماتيون

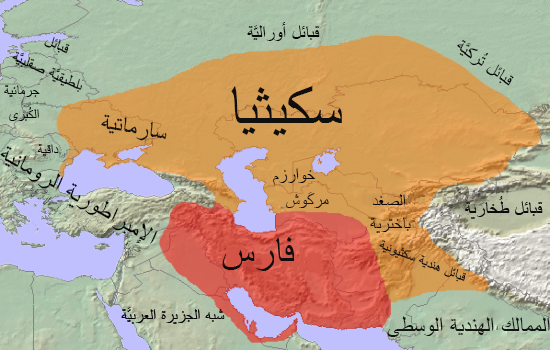
أقصى اتساع للسكيثيين.

السارماتيون أو السَّرْمَطِيُّون (باليونانية: Σαρμάται)‏ هم مجموعة من القبائل الإيرانية من العصور الكلاسيكية القديمة ازدهرت في الفترة بين القرنين الخامس قبل الميلاد والرابع الميلادي.
نشأ السرمطيون في الأجزاء الوسطى من السهوب الأوراسية، وكانوا جزءًا من الثقافات السكيثية. بدؤوا في الهجرة غربًا في القرنين الرابع والثالث قبل الميلاد تقريبًا، وحاولوا السيطرة على السكيثيين القريبين منهم بحلول عام 200 قبل الميلاد. وفي أقصى اتساع عُرف أنهم وصلوا له نحو القرن الأول الميلادي. توزّعت هذه القبائل من نهر فستولا إلى مصب نهر الدانوب وشرقًا حتى نهر الفلغة، وعلى حدود شواطئ بحر البنطس وبحر الخزر والقوقاز إلى الجنوب.
كانت تُعرف أراضيهم باسم «سامارتيا» بالنسبة للجغرافيين اليونانيين الرومان، قابل الجزء الغربي من منطقة سكيثيا الكبرى (التي شملت عندها وسط أوكرانيا اليوم، وجنوب شرق أوكرانيا، وجنوب روسيا، ومنطقة الفلغة الروسية وجنوب الأورال، وامتداد أصغر في شمال شرق البلقان وحول ملدوفا). وفي القرن الأول الميلادي، بدأ السرمطيون في التعدي على الإمبراطورية الرومانية بعد تحالفهم مع القبائل الجرمانية. وفي القرن الثالث بعد الميلاد، انتهت سيطرتهم على السهوب البنطية من قبل القوط الجرمان. ومع غزوات الهون في القرن الرابع للميلاد، انضم العديد من السرمطيين إلى القوط والقبائل الجرمانية الأخرى (الوندال) في مستوطنة الإمبراطورية الرومانية الغربية. ونظرًا إلى أن أجزاء كبيرة من روسيا اليوم، وتحديدًا المنطقة الواقعة بين جبال الأورال ونهر الدون سيطر عليها السرمطيون في القرن الخامس قبل الميلاد، فإن سهول الفلغة، والسهول الأورالية تسمى أحيانًا بـ«الوطن الأم للسرمطيين».
في نهاية المطاف أختفى الشعب السرمطي بشكل كامل من قبل السكان السلافيين الأوائل في أوروبا الشرقية.

## دراسة أصل الكلمة وتاريخها
ربما يعود أصل كلمة «سارماتي» إلى أحد أسماء قبائل السرمطيين المتعددة، لكن هذا الاسم الجغرافي الإثني الروماني-اليوناني أُطلق من قبل أشخاص من خارج القبائل السرمطية. أطلق إسطرابون في القرن الأول الميلادي أسماء القبائل الرئيسية للسرمطيين، وهي الأيازيجيس، وركسولاني، وأورسي، وسيراكس.
يظهر أحيانًا الاسم اليوناني «سارماتي» بالشكل «سوروماتاي» «Sauromatai»، وهو بالتأكيد ليس أكثر من متغير يحمل نفس الاسم. على الرغم من ذلك، غالبًا ما كان ينظر المؤرخون إلى هذين الاسمين كشعبين منفصلين، في حين يستخدم علماء الآثار عادةً مصطلح «سوروماتي» لتحديد المرحلة الأولى من الحضارة السرمطية. لا يوجد تقريبًا أي فكرة تدل على أن اسمهم مشتق من كلمة سحلية «ساورس»، التي ارتبطت باستخدام السرمطيين للدروع الحرشفية الشبيهة بحراشف الزواحف، ورايات التنانين.
اعترف كل من بلينيوس الأكبر (في كتاب التاريخ الطبيعي) ويردانس بأن الجزأين «سار وساورو» هما عنصران قابلان للتغيير فيما يخص اسم شعوب السرمطيين. ويذكر مؤلفو اليونان من القرن الرابع (سودو سكلاكس وإيودوكسوس من كنيدوس) «سيرماتا» كاسم للشعب الذي يعيش في الدون، ربما يعود هذا الاسم العرقي إلى حسب ما كان يُلفَظ في المرحلة الأخيرة من الحضارة السرمطية.
اشتق الباحث الإنكليزي هارولد والتر بيلي (1899 – 1996) الجزء الأساسي من الكلمة «سار» من الأوستية، وهي اللغة الإيرانية القديمة (وكانت تعني فيها التنقل فجأة) من «تسار» في اللغة الإيرانية القديمة (التي كانت تعني بها الصياد)، والتي أعطت اسمها أيضًا لمنطقة [[{{{2}}}|أفاستان]][[[{{{2}}}| ؟ ]]] الغربية من سايريما، وربطه أيضًا بشخصية الملحمة الفارسية الشاهنامه المعروفة باسم «سالم» في القرن العاشر والحادي عشر الميلادي.
يُشتق أوليغ تروباتشيوف من الاسم الهندي الإيراني «سار-ما (ن) ت» (الأنثوي، أو الغني بالنساء، أو الذي تحكمه النساء) والكلمة الهندية الإيرانية «سار» (التي تعني امرأة) والكلمة الهندية الإيرانية «ما (ن)» وهي لاحقة تدل على صفة الشيء. لوحظ من خلال هذا الاشتقاق المكانة غير العادية العالية للنساء (النظام الأمومي) من وجهة النظر اليونانية، والتي أدت إلى وجود الأمازونيات (وبالتالي الاسم اليوناني للسرمطيين هو «سارماتاي جينيكوكراتومينوي»، والتي تعني «حُكم من قبل النساء»).